# Badia Tedalda
Badia Tedalda es una localidad italiana de la provincia de Arezzo, región de Toscana, con 1.165 habitantes.

Ubicación de la ciudad de Badia Tedalda dentro de la provincia de Arezzo.

## Evolución demográfica
| Gráfica de evolución demográfica de Badia Tedalda entre 1861 y 2001 |
|                                                                     |
| Fuente ISTAT - Elaboración gráfica por parte de Wikipedia           |